# Biały Budynek
Biały Budynek – zabytkowy dwupiętrowy budynek znajdujący się przy ul. Twardej 6 w Warszawie.

## Opis
Budynek jest poprzeczną oficyną kamienicy, wzniesioną przed 1896 rokiem. Stanowi jedyny oprócz synagogi Nożyków zachowany obiekt na dużej i intensywnie zabudowanej posesji przy ul. Twardej 6. 
W czasie II wojny światowej w budynku działało ambulatorium lekarskie gminy żydowskiej, a po jej zakończeniu punkt rejestracji ocalałych z Zagłady. W budynku znajdują się objęte ochroną konserwatorską stare napisy po polsku, w jidysz i hebrajskim, pochodzące z czasów, gdy działało tam ambulatorium. 
Budynek jest siedzibą m.in. redakcji czasopisma „Midrasz”, Stowarzyszenie Dzieci Holocaustu oraz Związku Gmin Wyznaniowych Żydowskich w Polsce.
Jednym z pomysłów Gminy Wyznaniowej Żydowskiej w Warszawie jest zastąpienie Białego Budynku wieżowcem. W 2022 roku Ministerstwo Kultury i Dziedzictwa Narodowego odrzuciło odwołanie Gminy i utrzymało decyzję Mazowieckiego Wojewódzkiego Konserwatora Zabytków o wpisie w 2021 roku budynku do rejestru zabytków, co uniemożliwia jego zburzenie i budowę wieżowca.